# Elencos da Mitchelton Scott
A equipa ciclista profissional australiana Mitchelton Scott tem tido durante toda a sua história sendo de categoria UCI Women's Team, máxima categoria feminina do ciclismo de estrada a nível mundial, os seguintes elencos:

## 2017
| Integrantes da equipe 2017        | Integrantes da equipe 2017 | Integrantes da equipe 2017             | Integrantes da equipe 2017 |
| Ciclista                          | Data de nascimento         | Equipe anterior                        |                            |
| --------------------------------- | -------------------------- | -------------------------------------- | -------------------------- |
| Jessica Allen                     | 17 abril 1993              | High5 Dream Team (2016)                |                            |
| Georgia Baker                     | 21 setembro 1994           |                                        |                            |
| Jenelle Crooks                    | 2 julho 1994               |                                        |                            |
| Gracie Elvin                      | 31 outubro 1988            | Faren-Honda (2012)                     |                            |
| Katrin Garfoot                    | 8 outubro 1981             |                                        |                            |
| Alexandra Manly                   | 28 fevereiro 1996          |                                        |                            |
| Rachel Neylan                     | 9 março 1982               | Hitec Products UCK (2013)              |                            |
| Loren Rowney (1 jan.–30 jan.)     | 14 outubro 1988            | Velocio-SRAM (2015)                    |                            |
| Sarah Roy                         | 27 fevereiro 1986          | Poitou-Charentes.Futuroscope.86 (2014) |                            |
| Amanda Spratt                     | 17 setembro 1987           |                                        |                            |
| Annemiek van Vleuten              | 8 outubro 1982             | Bigla (2015)                           |                            |
| Georgia Williams (3 fev.–31 dez.) | 25 agosto 1993             | BePink (2016)                          |                            |
|                                   |                            |                                        |                            |
| Fonte: Cycling Archives           |                            |                                        |                            |

## 2018
| Integrantes da equipe 2018 | Integrantes da equipe 2018 | Integrantes da equipe 2018             | Integrantes da equipe 2018 |
| Ciclista                   | Data de nascimento         | Equipe anterior                        |                            |
| -------------------------- | -------------------------- | -------------------------------------- | -------------------------- |
| Jessica Allen              | 17 abril 1993              | High5 Dream Team (2016)                |                            |
| Jenelle Crooks             | 2 julho 1994               |                                        |                            |
| Jolien D'Hoore             | 14 março 1990              | Wiggle High5 (2017)                    |                            |
| Gracie Elvin               | 31 outubro 1988            | Faren-Honda (2012)                     |                            |
| Lucy Kennedy               | 11 julho 1988              | High5 Dream Team (2017)                |                            |
| Alexandra Manly            | 28 fevereiro 1996          |                                        |                            |
| Sarah Roy                  | 27 fevereiro 1986          | Poitou-Charentes.Futuroscope.86 (2014) |                            |
| Amanda Spratt              | 17 setembro 1987           |                                        |                            |
| Annemiek van Vleuten       | 8 outubro 1982             | Bigla (2015)                           |                            |
| Georgia Williams           | 25 agosto 1993             | BePink (2016)                          |                            |
|                            |                            |                                        |                            |
| Fonte: UCI                 |                            |                                        |                            |

### 2019
| Integrantes da equipe 2019 | Integrantes da equipe 2019 | Integrantes da equipe 2019                | Integrantes da equipe 2019 |
| Ciclista                   | Data de nascimento         | Equipe anterior                           |                            |
| -------------------------- | -------------------------- | ----------------------------------------- | -------------------------- |
| Jessica Allen              | 17 abril 1993              | High5 Dream Team (2016)                   |                            |
| Grace Brown                | 7 julho 1992               | Wiggle High5 (2018)                       |                            |
| Gracie Elvin               | 31 outubro 1988            | Faren-Honda (2012)                        |                            |
| Lucy Kennedy               | 11 julho 1988              | High5 Dream Team (2017)                   |                            |
| Alexandra Manly            | 28 fevereiro 1996          |                                           |                            |
| Sarah Roy                  | 27 fevereiro 1986          | Poitou-Charentes.Futuroscope.86 (2014)    |                            |
| Amanda Spratt              | 17 setembro 1987           |                                           |                            |
| Moniek Tenniglo            | 2 maio 1988                | FDJ-Nouvelle Aquitaine-Futuroscope (2018) |                            |
| Annemiek van Vleuten       | 8 outubro 1982             | Bigla (2015)                              |                            |
| Georgia Williams           | 25 agosto 1993             | BePink (2016)                             |                            |
|                            |                            |                                           |                            |
| Fonte: ProCyclingStats     |                            |                                           |                            |